# Qara'una
I Qārāʾūna (Lingua urdu قاراؤن, Qārāʾūn) o Negūderī (Lingua urdu نگودری) furono una popolazione mongola stabilitasi in Afghanistan dopo essere emigrata dal Turkestan e dalla Mongolia.

## Storia
Il sostantivo Qārāʾūn[a] deriva dal nome mongolo Kara, che significa (come in turco) "nero". 
Oggi gli Hazara, un gruppo etnico (in parte) di origine mongola, sono considerati essenzialmente i loro discendenti.
Da principio furono sudditi del Gran Khan e servirono come tamna o tamachi in Afghanistan. Il Gran Khān mongolo nominò i loro capi tra i generali non-chinghisidi, come Dayir e Mungudei.
 Nel 1238, essi s'insediarono vicino al subcontinente indiano per fronteggiare le forze militari del Sultanato di Delhi. Negli anni Cinquanta del XIII secolo il loro capo fu Sali Noyan (detto anche Sali Bahādur, "Sali il Coraggioso") che era di origine tatara. Möngke Khan ordinò a Sali Noyan e ai suoi soldati (tamna) di unirsi ai guerrieri di Hulegu nel 1253. 
Nel 1260, lo jocide Baval, padre di Nogai Khan, fu giustiziato per disposizione di Hulegu Khan dopo aver ottenuto da Berke il comando dell'Orda d'Oro. Poco dopo, Kuli e Tutar, anch'essi principi dell'Orda d'Oro, morirono in circostanze misteriose. I guerrieri dell'Orda d'Oro che servivano sotto Hulegu, temettero per le loro vite e cominciarono a spostarsi nelle steppe dei Kipchak via Derbent, mentre altri transitarono attraverso la Siria alla volta dell'Egitto, dove i Mamelucchi concessero loro d'insediarsi in Siria, prendendo parte alla vita politica del Sultanato, tanto da esprimere perfino dei Sultani, come fu il caso di al-ʿĀdil Kitbughā. 
Furioso, Hulegu punì numerosi guerrieri dell'Orda d'Oro, e il generale mongolo Baiju subì la stessa loro sorte. 
A est, la fuga in gran numero delle truppe jocidi in Afghanistan condusse alla creazione dell'insediamento di Mongoli Negūdari (Nikūdari), detti anche Qārāʾūna, nel 1262. Berke ordinò al generale Negūder di condurre incursioni armate nella parte orientale dell'Ilkhanato. 